# Шелехов, Дмитрий Алексеевич
Дмитрий Алексеевич Шелехов (1770—1838) — придворный музыкант, капельмейстер Императорских театров, композитор.

## Биография
Родился в 1770 году. По окончании музыкального образования поступил на службу в придворное ведомство и в начале XIX века был назначен капельмейстером императорских театров.
Композиторская деятельность Д. А. Шелехова выразилась в целом ряде оставшихся после него духовных концертов, исполнение которых всегда собирало очень много любителей пения в Невский собор. После его смерти  осталась неоконченная опера «Дож Венеции» и несколько музыкальных пьес светского характера.
Скончался в Санкт-Петербурге 26 февраля (10 марта) 1838 года. Был похоронен на Смоленском православном кладбище.